# 彼得·米尔斯
彼得·米尔斯（英語：Peter Mills，1988年3月31日—），英格蘭男子羽毛球運動員，擅長雙打項目。

## 簡歷
彼得·米尔斯在8歲時，開始跟媽媽和姐姐在索斯維爾少年羽毛球俱樂部（Southwell Junior Badminton Club）打羽毛球。
2010年11月，彼得·米尔斯出戰蘇格蘭國際賽，與马库斯·埃利斯合作贏得男雙冠軍，這亦是他首個成人國際賽事的冠軍。
2012年，彼得·米尔斯開始與克里斯·兰格瑞奇搭檔男雙，先後在奧地利國際挑戰賽、比利時國際賽、丹麥國際賽打進準決賽，又在9月進行的捷克國際賽拿下首個冠軍。同年11月，二人打進碧特博格黃金大獎賽男雙決賽，最終以0比2（15-21、11-21）不敵德國組合，屈居亞軍，但已創下其職業生涯的最好成績。
2013年8月，彼得·米尔斯參加中國廣州舉行的世界羽毛球錦標賽，與克里斯·兰格瑞奇出戰男子雙打項目，首圈以2-0淘汰香港組合晉級，但在第二圈就以0比2（7-21、20-22）不敵4號種子、日本的遠藤大由/早川賢一出局。

## 主要比賽成績
只列出曾進入準決賽的國際賽事成績：
| 年份   | 賽事                     | 公開賽級別 | 項目     | 拍檔            | 成績   |
| ------ | ------------------------ | ---------- | -------- | --------------- | ------ |
| 2007年 | 歐洲青年羽毛球錦標賽     | 其他       | 混合團體 | －              | 冠軍   |
| 2007年 | 歐洲青年羽毛球錦標賽     | 其他       | 男子雙打 | 克里斯·爱德考克 | 冠軍   |
| 2009年 | 比利時羽毛球國際賽       | 國際挑戰賽 | 男子雙打 | 马库斯·埃利斯   | 亞軍   |
| 2009年 | 蘇格蘭羽毛球國際賽       | 國際挑戰賽 | 男子雙打 | 马库斯·埃利斯   | 準決賽 |
| 2009年 | 愛爾蘭羽毛球國際賽       | 國際挑戰賽 | 男子雙打 | 马库斯·埃利斯   | 亞軍   |
| 2010年 | 奧地利羽毛球國際挑戰賽   | 國際挑戰賽 | 男子雙打 | 马库斯·埃利斯   | 準決賽 |
| 2010年 | 捷克羽毛球國際賽         | 國際挑戰賽 | 男子雙打 | 马库斯·埃利斯   | 亞軍   |
| 2010年 | 保加利亞羽毛球國際賽     | 國際挑戰賽 | 男子雙打 | 马库斯·埃利斯   | 冠軍   |
| 2010年 | 挪威羽毛球國際賽         | 國際挑戰賽 | 男子雙打 | 马库斯·埃利斯   | 亞軍   |
| 2010年 | 蘇格蘭羽毛球國際賽       | 國際挑戰賽 | 男子雙打 | 马库斯·埃利斯   | 冠軍   |
| 2011年 | 波蘭羽毛球國際賽         | 國際挑戰賽 | 男子雙打 | 马库斯·埃利斯   | 準決賽 |
| 2011年 | 蘇格蘭羽毛球國際賽       | 國際挑戰賽 | 男子雙打 | 马库斯·埃利斯   | 亞軍   |
| 2011年 | 愛爾蘭羽毛球國際賽       | 國際系列賽 | 男子雙打 | 马库斯·埃利斯   | 亞軍   |
| 2012年 | 奧地利羽毛球國際挑戰賽   | 國際挑戰賽 | 男子雙打 | 克里斯·兰格瑞奇 | 準決賽 |
| 2012年 | 比利時羽毛球國際賽       | 國際挑戰賽 | 男子雙打 | 克里斯·兰格瑞奇 | 準決賽 |
| 2012年 | 丹麥羽毛球國際賽         | 國際挑戰賽 | 男子雙打 | 克里斯·兰格瑞奇 | 準決賽 |
| 2012年 | 丹麥羽毛球國際賽         | 國際挑戰賽 | 混合雙打 | 希瑟·奥利弗     | 準決賽 |
| 2012年 | 捷克羽毛球國際賽         | 國際挑戰賽 | 男子雙打 | 克里斯·兰格瑞奇 | 冠軍   |
| 2012年 | 碧特博格羽毛球黃金大獎賽 | 黃金大獎賽 | 男子雙打 | 克里斯·兰格瑞奇 | 亞軍   |
| 2013年 | 泰國羽毛球黃金大獎賽     | 黃金大獎賽 | 男子雙打 | 克里斯·兰格瑞奇 | 準決賽 |
| 2013年 | 比利時羽毛球國際賽       | 國際挑戰賽 | 男子雙打 | 克里斯·兰格瑞奇 | 亞軍   |
| 2014年 | 歐洲男子羽毛球團體錦標賽 | 其他       | 男子團體 | －              | 亞軍   |
| 2014年 | 英聯邦運動會羽毛球比賽   | 其他       | 混合團體 | －              | 銀牌   |
| 2014年 | 英聯邦運動會羽毛球比賽   | 其他       | 男子雙打 | 克里斯·兰格瑞奇 | 銅牌   |
| 2015年 | 奧地利羽毛球公開賽       | 國際挑戰賽 | 男子雙打 | 安德鲁·埃利斯   | 準決賽 |
| 2015年 | 歐洲羽毛球混合團體錦標賽 | 其他       | 混合團體 | －              | 亞軍   |
| 2015年 | 芬蘭羽毛球公開賽         | 國際挑戰賽 | 男子雙打 | 安德鲁·埃利斯   | 冠軍   |
| 2015年 | 荷蘭羽毛球大獎賽         | 大獎賽     | 男子雙打 | 安德鲁·埃利斯   | 準決賽 |
| 2015年 | 保加利亞羽毛球國際賽     | 國際挑戰賽 | 男子雙打 | 安德鲁·埃利斯   | 準決賽 |
| 2015年 | 蘇格蘭羽毛球大獎賽       | 大獎賽     | 男子雙打 | 安德鲁·埃利斯   | 亞軍   |
| 2015年 | 威爾斯羽毛球國際賽       | 國際挑戰賽 | 男子雙打 | 安德鲁·埃利斯   | 準決賽 |
| 2016年 | 歐洲男子羽毛球團體錦標賽 | 其他       | 男子團體 | －              | 季軍   |
| 2016年 | 蘇格蘭羽毛球大獎賽       | 大獎賽     | 男子雙打 | 亚当·霍尔       | 亞軍   |
| 2016年 | 威爾斯羽毛球國際賽       | 國際挑戰賽 | 男子雙打 | 亚当·霍尔       | 準決賽 |

| 2007-2017年 | 首要超級賽 | 超級賽 | 黃金大獎賽 | 大獎賽 | 國際挑戰賽 | 國際系列賽 | 未來系列賽 | 其他 |

| 2018-2026年 | 總決賽 | 超級1000賽 | 超級750賽 | 超級500賽 | 超級300賽 | 超級100賽 | 國際挑戰賽 | 國際系列賽 | 未來系列賽 | 其他 |

### 奧運會和世錦賽參賽紀錄
|          | 搭檔            | 2011 | 2012 | 2013 | 2014 | 2015 |
| -------- | --------------- | ---- | ---- | ---- | ---- | ---- |
| 男子雙打 | 马库斯·埃利斯   | 48強 | －   | －   | －   | －   |
| 男子雙打 | 克里斯·兰格瑞奇 | －   | －   | 32強 | 32強 | －   |
| 男子雙打 | 安德鲁·埃利斯   | －   | －   | －   | －   | 48強 |